# Koalitionsregering
En koalitionsregering är en regering som består av två eller flera partier. Koalitionsregeringar är mycket vanliga i länder med proportionellt valsystem, då ett enskilt parti sällan får egen majoritet med sådant valsystem, och koalitioner i regel krävs för att bilda majoritet i parlamentet. De kan också bildas som resultat av att de ingående partierna slutit sig samman i en valallians inför ett val. I länder där statschefen oberoende av stödet i den lagstiftande församlingen själv utser en regering förekommer koalitionsregeringar i regel sällan eller aldrig.
I kristider kan koalitionsregeringar innefatta samtliga eller nästan samtliga partier med parlamentarisk representation, så kallade samlingsregeringar. Koalitionsregeringar kan också vara minoritetsregeringar, som exempelvis regeringen Bildt 1991-94, då de får förlita sig på stöd från partier som inte sitter i regeringen. I de fall då det saknas parlamentarisk majoritet för andra regeringsalternativ kan de två största partierna från olika sidor av den politiska skalan bilda en stor koalition.

## Exempel på koalitionsregeringar
Sedan parlamentarismens införande i Sverige under början av 1900-talet, har landet letts av ett antal koalitionsregeringar. Några exempel är Nils Edéns regering 1917–1920 med liberaler och socialdemokrater; Socialdemokraternas och Bondeförbundets (senare Centerpartiet) regeringar 1936–1939 och 1951–1957 samt regeringen Reinfeldt 2006–2014 bestående av den borgerliga koalitionen med namnet Allians för Sverige (senare Alliansen) där Moderaterna, Centerpartiet, Liberalerna (tidigare Folkpartiet) och Kristdemokraterna ingick. Den senaste koalitionsregeringen i Sverige är Regeringen Kristersson  med Kristdemokraterna, Moderaterna  och Liberalerna.
Finland har i regel haft koalitionsregeringar, varav den nuvarande är regeringen Marin bestående av Socialdemokraterna, Centern, Gröna förbundet, Vänsterförbundet och Svenska folkpartiet. Den tillträdde den 10 december 2019.
Under 2010–2015 styrdes även Storbritannien ovanligt nog av en koalitionsregering mellan Konservativa partiet och Liberaldemokraterna, på grund av att inget av de deltagande partierna i parlamentsvalet 2010 hade fått egen majoritet.